# Saint-Sulpice-les-Bois
 Saint-Sulpice-les-Bois  là một xã thuộc tỉnh Corrèze trong vùng Nouvelle-Aquitaine miền trung Pháp.